# Battaglia di Dublino
Con la locuzione battaglia di Dublino viene chiamata una settimana di scontri urbani a Dublino, capitale dell'Irlanda, dal 28 giugno al 5 luglio 1922, che segnò l'inizio della Guerra Civile Irlandese del 1922-1923. Il combattimento iniziò con l'assalto al Governo Provvisorio del proposto Stato libero d'Irlanda sull'edificio delle Four Courts che era stato occupato da un'ala intransigente anti-trattato dell'Irish Republican Army e finì con la sconfitta dei repubblicani e la vittoria del Governo Provvisorio.

## L'assalto alle Quattro Corti
I soldati volevano un nuovo conflitto armato con gli inglesi, dato che speravano che venisse abolito il trattato Anglo-Irlandese, e le due fazioni dell'Esercito Repubblicano Irlandese si riunirono contro il nemico comune e per il comune obiettivo della Repubblica Irlandese. Comunque per i ribelli che erano più determinati a fare lo Stato libero con un fattibile ed indipendente governo questo fu un atto di ribellione che mirava ad abbattere il governo restrizionista da parte dei ribelli connazionali piuttosto che da parte degli inglesi.
Il Governo Provvisorio venne messo sotto pressione dagli inglesi che presero il controllo della guarnigione delle Quattro Corti seguito dall'assassinio di Sir Henry Wilson a Londra il 22 giugno 1922, e quando un generale dello Stato Libero,  J.J.O'Connell,  venne arrestato dalle truppe delle Quattro Corti, il Governo decise di muoversi contro di essi.
Michael Collins accettò un'offerta di prestito di artiglieria inglese da Winston Churchill con 200 corazze per l'utilizzo nella nuova National Army. Due 18 Pounder vennero messi su Parliament Street e Winetavern Street, attraverso Liffey dal complesso delle Quattro Corti e dopo un ultimatum finale, iniziarono i bombardamenti il 28 giugno.
Dentro l'edificio c'erano dodici membri dell'Esercito Esecutivo della Repubblica d'Irlanda, incluso l'ufficiale Joe McKelvey, il direttore degli Ingegneri Rory O'Connor, e il quarto Generale Liam Mellow. La guarnigione consisteva rozzamente in centottanta uomini presi dal primo e dal secondo battaglione della prima Brigata di Dublino, comandati dal Comandante Paddy O'Brien, armati per la maggior parte con piccole armi, (fucili, cinque Mitra Thompson e due mitragliatrici leggere Lewis), separatamente da un corazzato rubato, che loro chiamavano "The Mutineer" (L'Ammutinato). I membri dell'Esercito Esecutivo IRA erano i leader politici della guarnigione, ma erano sotto il comando di Ernie 0'Malley, comandante della Seconda Divisione dell'Ira, come soldati semplici. L'alleanza contro il trattato fortificò le Quattro Corti di qualche misura, impiantando mine attorno al complesso e barricando porte e finestre, ma i loro comandanti ordinarono loro di non sparare per primi, per conservare alto il loro morale e quindi alle truppe del libero del Libero Stato fu permesso di circondare le Quattro Corti.
Dopo il primo giorno di bombardamento rivelatosi ineffettivo, gli Inglesi diedero al Libero Stato più di 18 mortai, e offrì 60 obici e anche la possibilità di bombardare le Quattro Corti dall'aria. Collins respinse le due offerte a causa del rischio di grandi perdite civili. Nel '29, le truppe del Libero Stato assaltarono l'ala orientale delle Quattro Corti, subendo tre perdite, 14 feriti ma prendendo 33 prigionieri. Presto il giorno successivo, Paddy O'Brien fu ferito da una granata ed Ernie O'Malley prese il comando nelle Quattro Corti. In quel momento, il bombardamento fece ricevere dalle Quattro Corti il fuoco dall'alto. Inoltre, ordini arrivavano da Oscar Traynor, il Comandante dell'IRA dell'anti-trattato a Dublino, per ordinare alla guarnigione delle Quattro Corti di arrendersi, visto che non poteva raggiungerli per aiutarli. O'Malley rinunciò le Quattro Corti per Paddy Daly, della Guardia del Libero Stato di Dublino.

## L'esplosione nelle Quattro Corti
L'ufficio dell'Archivio Pubblico irlandese situato nel blocco occidentale delle Quattro Corti, che era stato usato come magazzino delle munizioni dalla guarnigione delle Quattro Corti, fu centro di un'enorme esplosione, che squassò l’ala del palazzo che conteneva l'archivio di stato. Andarono in fumo mille anni di documenti dello Stato e della Chiesa irlandesi. Si diceva in alcuni quartieri che le forze anti-trattato avevano distrutto deliberatamente l'archivio pubblico in modo da fermare ogni avanzata delle truppe del Libero Stato, sebbene la parte dell'anti-trattato l'aveva sempre negato.
L'esplosione si verificò ore dopo la resa, secondo T.M. Healy, che fu un sostenitore del governo. Scrisse queste parole a O'Connor durante l'assedio e dopo l'esplosione:
«È stata un'ouverture di un'ingloriosa sinfonia. Dopo una debole resistenza, "Rory" ha issato la bandiera bianca senza neanche una perdita. Prima della resa ha messo delle mine, piene di esplosivo pianificate per lo scoppio dopo due ore. Fino a quello, le Quattro Corti erano danneggiate lievemente, e l'Ufficio Archivi, che è una preziosa collezione storica, era intatto. Le mine esplosero, quando lui e i suoi coraggiosi erano sicuri in prigione. Frantumarono la costruzione delle Corti e distrussero l'Ufficio Archivi. Venti soldati del Libero Stato furono mutilati, molti per la vita, ancora nessuna punizione fu richiesta per questa infida violazione delle regole della guerra».
In una lettera datata 30 giugno, indirizzata "O/C 5," Il signor Oscar Trainor, un leader degli Irregolari, scrive: "Congratulazione per la vostra bomba. Se ne avete altre di queste, fatemelo sapere."»
Calton Younger (1968) identificò tre esplosioni; ".. due sotto l'Ufficio Archivi all'incirca alle 14:15 del pomeriggio e un'altra nel retro dell'edificio alle 17..." Nel frattempo, la bandiera bianca era stata issata alle 15.30. Ernie O'Malley così descrisse quello che vide coi suoi occhi: «Una densa nuvola di fumo si sollevò intorno agli edifici e poi si allontanò lentamente. Svolazzanti su e giù contro la massa nera c’erano fogli di carta bianca; sembravano uccelli sospesi nell’aria».
In questa fase della guerra, truppe di ogni parte ebbero un senso di parentela con gli altri, e molti di quelli avevano combattuto assieme nell'Esercito Repubblicano Irlandese durante la Guerra d'Irlanda di Indipendenza. Sotto appello di amici della parte del Libero Stato, molti leader dell'Anti-Trattato tra la guarnigione delle Quattro Corti, in particolare Seàn Lemass, scapparono dalla prigione per continuare a combattere da un'altra parte.

## Il Virtual Record Treasury
Dall'incendio seguito all'esplosione si salvarono miracolosamente soltanto alcune antiche carte e pergamene. Herbert Wood, uno degli archivisti dell’epoca, riuscì fortunosamente a recuperare il catalogo delle opere presenti nell’archivio. Grazie alle preziose informazioni contenute nel catalogo e sfruttando le opportunità fornite dalle tecnologie digitali odierne, nei primi anni del XXI secolo è stato avviato un ambizioso progetto di recupero del materiale che si credeva perduto per sempre.
È stato pubblicato in rete il catalogo ed è stato proposto agli archivisti di tutto il mondo di inviare una copia delle opere da loro possedute, in modo da ricostituire digitalmente l'archivio. Sono arrivate migliaia di opere. Anche le case d’asta hanno inviato duplicati dei manoscritti da loro messi all’incanto. 
Dopo cinque anni di lavoro è nato il Virtual Record Treasury, una fedele ricostruzione digitale dell’antico archivio di Stato irlandese. Tra i pezzi più pregiati vi sono i registri dei tributi pagati alla Corona a partire dal XIII secolo e le mappe del XVII secolo che forniscono un quadro della società e dell’economia irlandese prima degli espropri compiuti da Oliver Cromwell. L’archivio online consta di oltre 150 000 documenti digitalizzati. Tutti sono accessibili gratuitamente.